# Торрихос, Хосе Мария де
Хосе́ Мари́я де Торри́хос-и-Уриарте (исп. José María de Torrijos y Uriarte; 20 марта 1791, Мадрид — 11 декабря 1831, Малага) — испанский военный деятель, участник войны за независимость Испании, выступавший за свержение абсолютизма и либеральные реформы в Испании.

## Биография
Хосе Мария Торрихос родился в семье андалусского чиновника. Благодаря знатному происхождению детство провёл при королевском дворе, став в десять лет королевским пажом Карлоса IV. В тринадцать лет Хосе Мария выбрал военную карьеру и поступил в Военную академию Алькала-де-Энарес по специальности «военный инженер».
Во время войны за независимость Испании участвовал в нескольких сражения в чине капитана. В 1810 году девятнадцатилетний Торрихос в звании полковника раненным попал в плен к французам, однако ему удалось бежать и вернуться в строй. Участвовал в битве при Витории, положившей конец войне, под командованием генерала Веллингтона. Войну Хосе Мария закончил в чине бригадного генерала.
После реставрации абсолютистской монархии в Испании участвовал в заговоре против короля Фердинанда VII и восстановлении Конституции 1812 года. За участие в заговоре Хосе Марию Торрихоса арестовали и поместили в тюрьму в 1817 году. Благодаря Испанской революции 1820 года получил освобождение. В 1823 году правительство назначило его военным министром, однако к этому времени произошла интервенция французских войск и свержение либерального режима. Фердинанд VII вновь стал правителем Испании, и Торрихосу вместе с группой единомышленников пришлось искать убежища сначала во Франции, а с 1824 года — в Англии.

### Заговор, предательство и смерть
Находясь в эмиграции, Торрихос возглавил новый заговор среди испанских либералов Англии. Он возглавил Руководящий совет восстания Испании, более радикального крыла либеральной оппозиции.
В 1830 году Торрихос с группой единомышленников тайно высаживается в Гибралтаре, надеясь поднять восстание в периферийных районах Испании. Каждая из таких попыток жестоко подавлялась правительственными войсками. Самого Торрихоса было решено выманить хитростью. Для этого губернатор Малаги Висенте Гонсалес Морено под псевдонимом Viriato начал переписку с Хосе Мария Торрихосом, смог завоевать его доверие и убедить его, что в Малаге найдётся достаточно либерально настроенных людей, готовых поднять восстание. Торрихос самонадеянно поверил этим обещаниям и попал в расставленную ловушку. 30 ноября 1831 года два корабля с шестьюдесятью людьми на борту во главе с Торрихосом покинули Гибралтар. 2 декабря у берегов Малаги их обстрелял испанский корабль. Не видя иного выхода, Торрихос приказал высадиться на берег и направился в горы Михаса. 4 декабря у Валье-дель-Гуадалорсе группу Торрихоса окружили правительственные войска. После непродолжительного боя Торрихас решил прекратить сопротивление. Группу арестовали и заключили в монастырь ордена босых кармелитов, где соратники Торрихоса провели последние часы своей жизни.
В воскресенье, 11 декабря 1831 года, Хосе Марию Торрихоса и его 48 единомышленников без суда были расстреляны на берегу пляжа Сан-Андре в Малаге.